# 김 로사
김 로사(金 로사, 1784년 ~ 1839년 7월 20일)는 조선의 천주교 박해 때에 순교한 한국 천주교의 103위 성인 가운데 한 사람이다. 세례명은 로사(Rosa)이다. 관찬기록에서는 그녀의 이름이 김노사(金老沙)로 나와 있는데, 노사는 그녀의 세례명인 로사로 보인다.
1839년 6월, 천주교를 병적으로 싫어하던 조병구가 조선 조정의 실권을 장악했다. 7월 5일에는 교회를 완전히 박멸하라는 교지가 내려졌다. 그 이후에 순교한 첫번째 인물들은 이미 수감되어 있던 여덟 명의 천주교 신자들이었다. 그들 중 김 로사가 맨 먼저 체포되었다.

## 생애
김 로사는 1784년에 한양의 한 비천주교 집안에서 태어났다. 그녀는 결혼했지만, 남편과 사별하였다. 그 후에 그녀는 천주교를 믿는 한 친척집에서 살기 시작했는데, 그 때에 교회를 처음 접했다. 비록 늦은 나이였지만, 그녀는 행복한 마음으로 교리를 배우는데 열중했다. 그녀는 똑똑하고 언변이 출중하였으므로 다른 사람들에게 자신이 가진 신앙의 가치에 대해 잘 이해시킬 수 있었다. 그녀는 그녀의 모친과 오빠에게 신앙의 진리는 다른 사람들을 도와줌으로써 자신의 과거를 속죄하는 것이라고 가르쳤다. 그러므로, 그 가족은 협력하여 교회의 가르침을 실천하며 살 수 있었다.
김 로사는 자신의 신앙에 따라 살며 자주 양심을 성찰했으며 죄를 뉘우치며 끊임없이 기도했다. 그녀는 사제들에 대해 커다란 존경심을 갖고 있었고 그들을 도울 수 있는 일이라면 뭐든지 다했다. 그녀는 교우들의 모범이 되었다.
1838년 1월 16일 한밤중에, 포졸들이 그녀의 집을 포위했지만, 그녀는 어떤 우려도 나타내지 않았다. 오히려 그녀는 마침내 올 것이 왔다며 행복해 했고, 예수와 마리아의 이름을 부르며 감옥으로 향했다. 감옥에서 그녀는 자신의 신앙을 증언하며 결코 배신하지 않았다. 옥졸들 마저도 그녀의 태도에 감동했다. 그러나, 그녀는 조정의 폭압을 피할 수 없었다. 그녀가 형조 판서와 처음 대면했을 때, 그는 그녀의 앞에 온갖 고문 도구를 늘어놓으며 말했다. "죄인 김노사는 들으라. 우리가 이 도구들을 사용하여 네 다리를 부러뜨리고 네 살가죽을 찢어내기 전에, 너의 천주를 버리고 천주교도들의 이름을 대라." "판서님! 저는 저의 천주를 버릴 수 없습니다. 그분은 우리 모두의 창조주이시며 아버지이십니다. 그분은 미덕을 사랑하시며 죄를 벌하시는데, 제가 어찌 그분을 버릴 수 있단 말입니까? 다른 사람을 해치는 것 또한 죄입니다. 오래 전에 저는 그러한 진리를 위하여 저의 피를 뿌리기로 작정했습니다." "죄인은 내 말을 듣거라. 네 종교의 교리는 어명으로 금지되어 있다. 그런데도 너는 여전히 그 교회에 속하기를 고집하고 있지 않느냐?" "지금 제 육신은 하느님의 것이기에 앞서 국왕의 손에 있습니다. 우리는 모두 하느님의 자녀들입니다. 당신의 전하께서는 어찌 이 단순한 사실을 모르신단 말입니까?" 판서는 격노하여 그녀에게 사형을 선고하기 전까지 그녀를 극심하게 고문했다. 1839년 7월 20일에 그녀의 사형이 집행되었다. 그때 그녀의 나이 56세였다.

## 시복 · 시성
김 로사는 1925년 7월 5일에 성 베드로 광장에서 교황 비오 11세가 집전한 79위 시복식을 통해 복자 품에 올랐고, 1984년 5월 6일에 서울특별시 여의도에서 한국 천주교 창립 200주년을 기념하여 방한한 교황 요한 바오로 2세가 집전한 미사 중 이뤄진 103위 시성식을 통해 성인 품에 올랐다.

## 참고 문헌
- (영어) Catholic Bishop's Conference Of Korea. 103 Martryr Saints: 김로사 Rosa Kim 보관됨 2014-10-06 - 웨이백 머신